# 日本パワーリフティング協会
公益社団法人日本パワーリフティング協会（にほんパワーリフティングきょうかい）は、日本におけるパワーリフティング競技を統括し、代表する国内競技連盟である。略称JPA。旧所管は文部科学省。本部所在地は兵庫県赤穂市。

## 組織
加盟傘下組織からなる。
- 全日本実業団パワーリフティング連盟
- 全日本学生パワーリフティング連盟
- 全日本高等学校パワーリフティング連盟
- 47都道府県パワーリフティング協会

## 主な事業

### 競技会の開催
- 全日本パワーリフティング選手権大会
- 全日本マスターズパワーリフティング選手権大会
- 全日本ジュニアパワーリフティング選手権大会
- ジャパンクラシックパワーリフティング選手権大会